# مايك دل ريو
مايك دل ريو (بالإنجليزية: Mike Del Rio)‏ هو كاتب أغاني أمريكي، ولد في 8 مارس 1987 في كوينز في الولايات المتحدة.

## وصلات خارجية
- الموقع الرسمي
- مايك دل ريو على موقع IMDb (الإنجليزية)
- مايك دل ريو على موقع ميوزك برينز (الإنجليزية)
- مايك دل ريو على موقع ديسكوغز (الإنجليزية)